# Levrière
La Levrière est une rivière de Normandie dont le cours se situe dans le Vexin normand, affluent de l'Epte en rive droite et sous-affluent de la Seine.

## Géographie
Longue de 23,8 kilomètres, la rivière naît à Bézu-la-Forêt dans la partie orientale de la Forêt de Lyons et coule en direction du sud-est, parallèlement à l'Epte, à 3 kilomètres à l'ouest de celle-ci. À Bézu-Saint-Éloi, elle reçoit, en rive droite, la Bonde qui vient d'Étrépagny, puis elle conflue avec l'Epte en aval de Gisors à Neaufles-Saint-Martin au terme d'un cours intégralement situé dans le département de l'Eure.
Le bassin hydrographique de la Levrière est formé de plateaux crayeux de formation secondaire, recouverts de limon, légèrement surélevés et affectés de petites déformations de direction armoricaine. Les flancs de la vallée sont occupés, en rive gauche, par des affleurements de craies du Crétacé et, en rive droite, par des colluvions Quaternaires.

### Communes et cantons traversés
Dans les deux départements de l'Eure et de la Seine-Maritime, la Levrière traverse les neuf communes suivantes, de l'amont vers l'aval, de Bézu-la-Forêt (source), Bézancourt, Martagny, Mesnil-sous-Vienne, Mainneville, Hébécourt, Saint-Denis-le-Ferment, Bézu-Saint-Éloi, Neaufles-Saint-Martin (confluence).

### Bassin versant
La Levrière traverse une seule zone hydrographique La Levrière de sa source au confluent de l'Epte (exclu) (H315), de 298 km2 de superficie. Ce bassin versant est constitué à 84,55 % de « territoires agricoles », à 12,39 % de « forêts et milieux semi-naturels », à 3,27 % de « territoires artificialisés ».

## Affluents
La Levrière a trois tronçons affluents référencés dont :
- la Bonde (rd), 17,9 km sur sept communes[2].

## Hydrologie

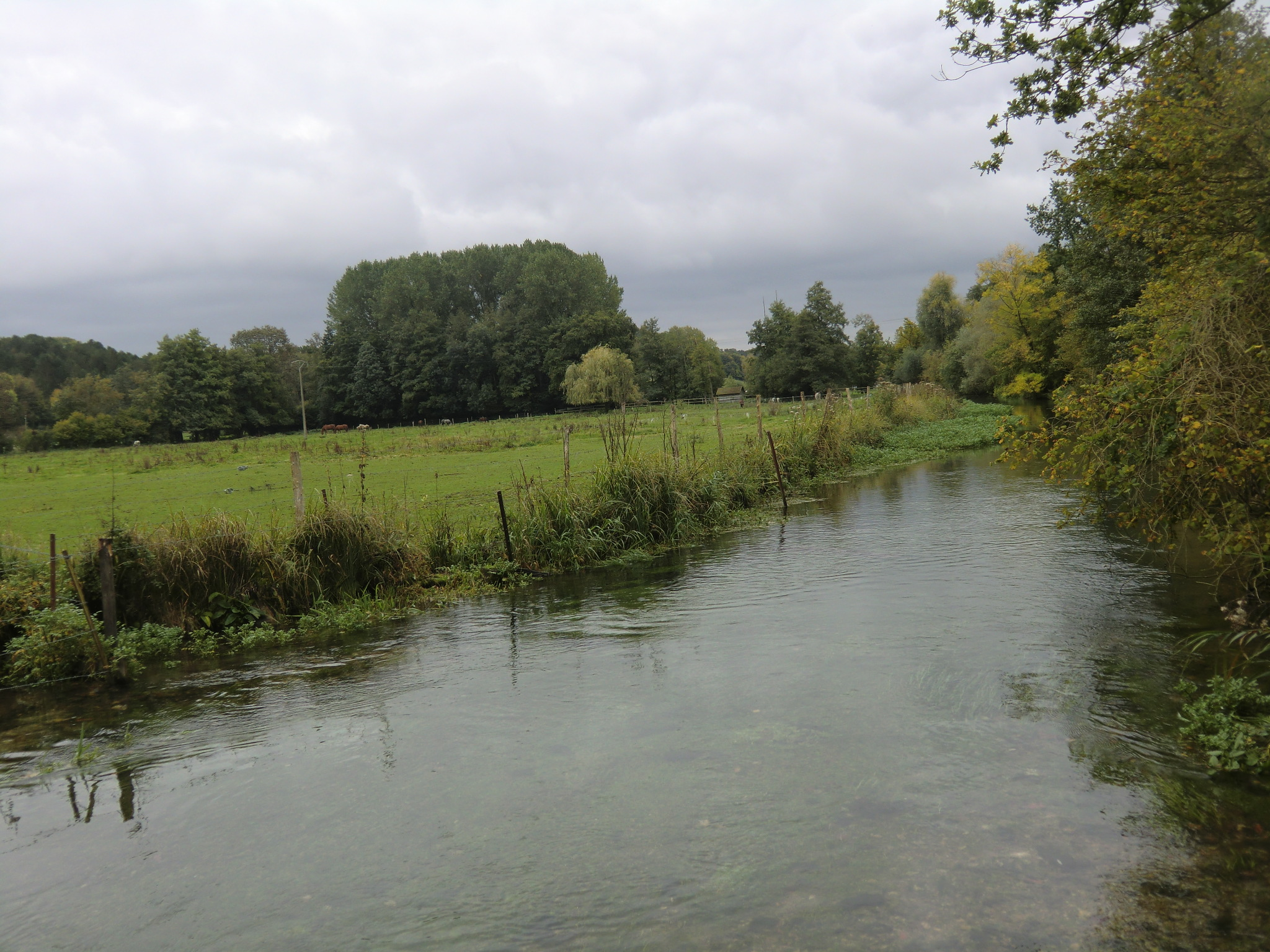
La Levrière entre le hameau de Saint-Paër et le bourg de Saint-Denis-le-Ferment.

À l'exutoire, le débit de la Levrière, dans le cadre d'un régime pluvial océanique, est estimé à 2,3 m3/s pour un bassin versant d'une superficie de 318 km2. Ce dernier est affecté par un climat océanique dont la température moyenne annuelle est voisine de 10 °C avec une amplitude thermique annuelle relativement faible (13 °C) entre le mois de janvier (4 °C) et celui de juillet (17 °C). Les précipitations annuelles, amenées généralement par les vents dominants de l'ouest et du sud-ouest, atteignent modestement entre 500 et 700 mm,.

## Écologie
La vallée de la Levrière, très peu urbanisée, est un espace sensible servant de zone refuge pour la faune et la flore. 
Dans cette rivière qui s'écoule au sein du Vexin normand sur des argiles à silex, le sédiment est constitué de sable fin, de fragments de silex et de chaille, mais qui tendaient à localement fortement s'envaser
La Levrière présente des milieux naturels diversifiés : forêts, prairies humides, pelouse calcaire, lieux de prédilection d'une riche avifaune. Menacée par l'extension de la grande culture, deux parties de la vallée de la Levrière sont reconnues, depuis 1983, comme ZNIEFF (Zones Naturelles d’Intérêt Floristique et Faunistique) : la zone humide du fond de Saint Paër et l'espace forestier de la Fontaine du Houx.

### Phénomènes de colmatage du fond
L'apparition de « granules » ou de « nodules » minéraux (calcium essentiellement) a été observée dans cette rivière, après un épandage de calcaire (sous forme de craie Nautex) destiné à lutter contre l'envasement qui dégradait les frayères d'un cours d'eau considéré comme de grand intérêt halieutique. 
L'eau de la source est naturellement légèrement acide, mais elle se « tamponne » rapidement (en décapant le calcaire des rognons de silex). 
L'apport de calcaire a effectivement contribué à diminuer la couche de vase, mais en favorisant des encroutements calcaires en granules de 1 à 10 mm ou en nodules de taille centimétrique ovoïdes ou arrondis finissant par former une croute sur le fond en se soudant entre eux (ce qui donne un aspect « mamelonné » à la croute calcaire). Ces granules « sont bruns dans l'eau et blanchissent ou deviennent bleu-mauve en séchant à l'air ». Peu denses, ils sont facilement emportés par le courant en roulant ou par saltation. Ces concrétions ne se forment plus à l'abri de la lumière. On observe au microscope des zones sombres, qui « sont constitués de cristaux (de 2 à 10 µm) qui se révèlent être les parois calcifiées de filaments algaires à orientation fondamentalement radiée. Les cristaux (de taille inférieure au micromètre) sont disposés en anneaux ou selon les directrices d'un cylindre représentant le filament, avec une morphologie spécifique pour chaque type d'algue ». De la source vers l'aval, le phénomène est amplifié avec le réchauffement de l'eau.

Dans ce cas les algues responsables de ces encroutements étaient : Stigonema (Cyanophycée, espèce indéterminée) ; Lyngbya calcarea (Tilden) Symoens (Cyanophycees) ; Lyngbya Martensiana Menegh var. calcarea Tilden ; Gongrosira species (Chlorophycées). Dans ce cas la croissance du nodule était d'environ 1 mm/an, essentiellement du printemps à l'automne, et l'encroutement de l'algue se fait de son vivant à l'intérieur même des filaments algaux, avec selon Adolphe & Rofes (1973) sans doute ensuite une précipitation autour du filament dans le mucilage de l'algue ; ce qui laisse envisager un phénomène de formation de carbonate de calcium « à la fois intra et extra-cellulaire ». Dans ce cas, les encroutements contenaient du CaCO3 pour 80 % de leur masse (sous forme de calcite, déterminée au microscope polarisant et aux rayons X) ; 13 % de Co3Mg, 5 % de matière organique et quelques inclusions. Selon les auteurs de cette étude, la craie déversée n'est pas directement à l'origine des concrétions, mais le fait qu'elle a « éliminé la vase et mis au jour des concrétionnements antérieurs à l'envasement, expliquant l'accroissement du nombre des nodules dans le secteur traité. Il est certain que les apports artificiels de craie ne sont pas à l'origine des concrétionnements : d'une part, ceux-ci apparaissent en amont de tout déversement et, d'autre part, le cours d'eau atteint dès le point 2 un pH voisin du pH de saturation ».
Cette expérience a montré que l'utilisation de craie ou sables coralliens pour améliorer les étangs et rivières (solution souvent proposée dans les années 1980-1990) pouvait avoir des effets inattendus et contreproductifs (l'envasement est provisoirement diminué, mais les frayères peuvent être définitivement encroutées par des algues calcifiantes et/ou des bactéries calcifiantes.